# Calamotropha unicolorellus
Calamotropha unicolorellus là một loài bướm đêm trong họ Crambidae.